# Paulo Bento
Paulo Jorge Gomes Bento, más conocido como Paulo Bento (Lisboa, 20 de junio de 1969), es un exfutbolista y entrenador portugués. Jugaba de centrocampista defensivo. Actualmente está sin club.

## Trayectoria como jugador
Debutó como profesional en el Benfica de Portugal, país en el que también jugó en el Estrela Amadora, el Vitória Guimarães y otra vez en el Benfica.  Pasó a la liga española con el Real Oviedo, club en el que jugó durante cuatro temporadas y en el que llegó a ser capitán. Tras su paso por España, volvió a su país natal, donde jugó en el Sporting de Lisboa, club en el que se retiró.

## Trayectoria como entrenador
Como técnico, dirigió al Sporting de Lisboa de la Primera División de Portugal desde 2005 hasta su dimisión el 6 de noviembre de 2009. Con este equipo ganó dos Copas y dos Supercopas lusas.
En septiembre de 2010, fue nombrado seleccionador de Portugal, sustituyendo a Carlos Queiroz. Bajo su mando, el conjunto nacional portugués llegó a semifinales de la Eurocopa 2012 y cayó en la primera fase del Mundial 2014. Este último hecho, junto con una sorprendente derrota como local ante la modesta Albania en la clasificación para la Eurocopa 2016, provocaron su dimisión en septiembre de 2014.
En mayo de 2016, se convirtió en el nuevo técnico del Cruzeiro, siendo despedido tras sólo dos meses.
En agosto de 2016, sustituyó a Víctor Sánchez del Amo al frente del Olympiacos Fútbol Club. Fue destituido en marzo de 2017, tras encajar 3 derrotas consecutivas.
En diciembre de 2017, se incorporó al Chongqing Lifan F. C. de la Superliga China. Fue despedido ocho meses después, en julio de 2018.
En octubre de 2018, fue nombrado seleccionador de Corea del Sur, sustituyendo a Shin Tae-yong. Llevó a Corea del Sur a su primera aparición en la ronda de 16 de la copa mundial, desde hace más de 12 años.
Tras la contundente derrota de su seleccionado ante el conjunto de la Selección de fútbol de Brasil en la Copa Mundial de Fútbol de 2022, por 4-1, anunció su dimisión como estratega.
El 9 de julio de 2023, fue oficializado como entrenador de la selección de los Emiratos Árabes Unidos, reemplazando a Rodolfo Arruabarrena. El 27 de marzo de 2025, fue relevado de sus funciones por decisión de la directiva emiratí.

## Selección nacional
Fue internacional con la selección de fútbol de Portugal en 35 ocasiones entre su primera convocatoria, en 1992, y la última, en 2002.

## Clubes

### Como jugador
| Club               | País     | Año       |
| ------------------ | -------- | --------- |
| CF Benfica         | Portugal | 1988-1989 |
| Estrela Amadora    | Portugal | 1989-1991 |
| Vitória Guimarães  | Portugal | 1991-1994 |
| SL Benfica         | Portugal | 1994-1996 |
| Real Oviedo        | España   | 1996-2000 |
| Sporting de Lisboa | Portugal | 2000-2004 |

### Como entrenador
| Club                                    | País          | Año       | PJ  | PG  | PE | PP | Rendimiento |
| --------------------------------------- | ------------- | --------- | --- | --- | -- | -- | ----------- |
| Sporting de Lisboa                      | Portugal      | 2005-2009 | 194 | 117 | 46 | 31 | 68.21%      |
| Selección de Portugal                   | Portugal      | 2010-2014 | 47  | 26  | 12 | 9  | 63.83%      |
| Cruzeiro                                | Brasil        | 2016      | 17  | 6   | 3  | 8  | 41.17%      |
| Olympiacos                              | Grecia        | 2016-2017 | 40  | 26  | 8  | 6  | 71.67%      |
| Chongqing Lifan F. C.                   | China         | 2017-2018 | 15  | 5   | 2  | 8  | 37.77%      |
| Selección de Corea del Sur              | Corea del Sur | 2018-2022 | 57  | 35  | 13 | 9  | 67.25%      |
| Selección de los Emiratos Árabes Unidos | EAU           | 2023-2025 | 26  | 14  | 6  | 6  | 61.54%      |
| Total                                   | Total         | Total     | 396 | 229 | 90 | 77 | 65.41%      |

## Palmarés

### Como jugador

#### Campeonatos nacionales
| Título                       | Club               | País     | Año     |
| ---------------------------- | ------------------ | -------- | ------- |
| Copa de Portugal             | Estrela Amadora    | Portugal | 1989-90 |
| Copa de Portugal             | Benfica            | Portugal | 1995-96 |
| Primera División de Portugal | Sporting de Lisboa | Portugal | 2001-02 |
| Copa de Portugal             | Sporting de Lisboa | Portugal | 2001-02 |
| Supercopa de Portugal        | Sporting de Lisboa | Portugal | 2002    |

### Como entrenador

#### Campeonatos nacionales
| Título                | Club               | País     | Año     |
| --------------------- | ------------------ | -------- | ------- |
| Copa de Portugal      | Sporting de Lisboa | Portugal | 2006-07 |
| Copa de Portugal      | Sporting de Lisboa | Portugal | 2007/08 |
| Supercopa de Portugal | Sporting de Lisboa | Portugal | 2007    |
| Supercopa de Portugal | Sporting de Lisboa | Portugal | 2008    |